# Bulbophyllum botryophorum
Bulbophyllum botryophorum är en orkidéart som beskrevs av Henry Nicholas Ridley. Bulbophyllum botryophorum ingår i släktet Bulbophyllum och familjen orkidéer. Inga underarter finns listade i Catalogue of Life.